# دورة كيميائية حرارية
الدورة الكيميائية الحرارية عبارة عن وصف للطرق المستخدمة في فصل الماء إلى مكوناته من الهيدروجين والأكسجين وذلك فقط باستخدام طرق حرارية وتفاعلات كيميائية. يستخدم لفظ دورة للإشارة أن المواد الكيميائية الداخلة في هذه الدورة قابلة لإعادة التدوير.
في حال إضافة شغل إضافي للدورة فإنها تسمّى دورة هجينة.

## التاريخ
طرح مبدأ الدورة الكيميائية الحرارية لأول مرة عام 1966 من قبل فونك Funk و رينستروم Reinstrom للإشارة إلى ضرورة وجود طريقة ذات كفاءة لإنتاج الطاقة بالحصول على وقود مثل الهيدروجين والأمونيا من مواد متوفرة ومستقرة مثل الماء والنيتروجين باستخدام مصادر حرارية متوفرة. كان الاقتراح في البداية يتضمن استخدام المنشآت النووية كمصدر حراري، ولكن مقارنتها مع الدورات الحركية الحرارية المتوفرة اقتصادياً  وصعوبة الإجراءات المقترحة عملياً أدّى إلى ضعف الاهتمام بهذا الموضوع لعدة عقود.
عادت الفكرة إلى السطح مرة أخرى نتيجة أزمة الطاقة ونتيجة تطوّر أبحاث الطاقة الشمسية المركزة، والتي يمكن أن تؤمّن درجات حرارة مرتفعة ملائمة للعمليات الكيميائية الحرارية.

## المبدأ
لنعتبر وجود نظام يتكون من ماء ينفصل إلى مكوناته موجود في حالة توازن عند ضغط ودرجة حرارة ثابتين:
(H2O(l) {\displaystyle \rightleftharpoons } H2(g) + 1/2 O2(g
ينزاح التوازن إلى اليمين إذا تم تأمين محتوى حراري لفصل الماء إلى مكوناته وذلك ضمن الشروط التالية حسب الديناميكا الحرارية:
- يجب ان يؤمن قسم من الطاقة على شكل شغل أي بتأمين طاقة غيبس الحرة للتفاعل.
- أما القسم الآخر فيجب أن يكون على شكل طاقة حرارية مع اعتبار إنتروبيا النظام

يمكن التعبير عن ذلك بالمعادلة:
{\displaystyle \Delta H=\Delta G+T\Delta S}
باستخدام الحسابات الترموديناميكة نجد أن القسم الأكبر من الطاقة اللازم لحدوث انفصال الماء يجب أن يكون على شكل طاقة حرارية. لكن الاقتراح الذي قدمه فونك ورينستروم يعتمد على إدخال تفاعلات كيميائية عدة ضمن النظام يحيث تؤمن انفصال الماء دون تقديم شغل كبير للنظام وذلك اعتماداً على حدوث تغيرات في الإنتروبيا ΔS°i لكل تفاعل i، وذلك بشكل يضمن فيه حدوث فصل لغازي الهيدروجين والأكسجين الناتجين عند درحات حرارة مرتفعة.